# Breviratura brevis
Breviratura brevis är en insektsart som beskrevs av Andrej Vasiljevitj Gorochov 2008. Breviratura brevis ingår i släktet Breviratura och familjen vårtbitare. Inga underarter finns listade i Catalogue of Life.